# Hystricognathi

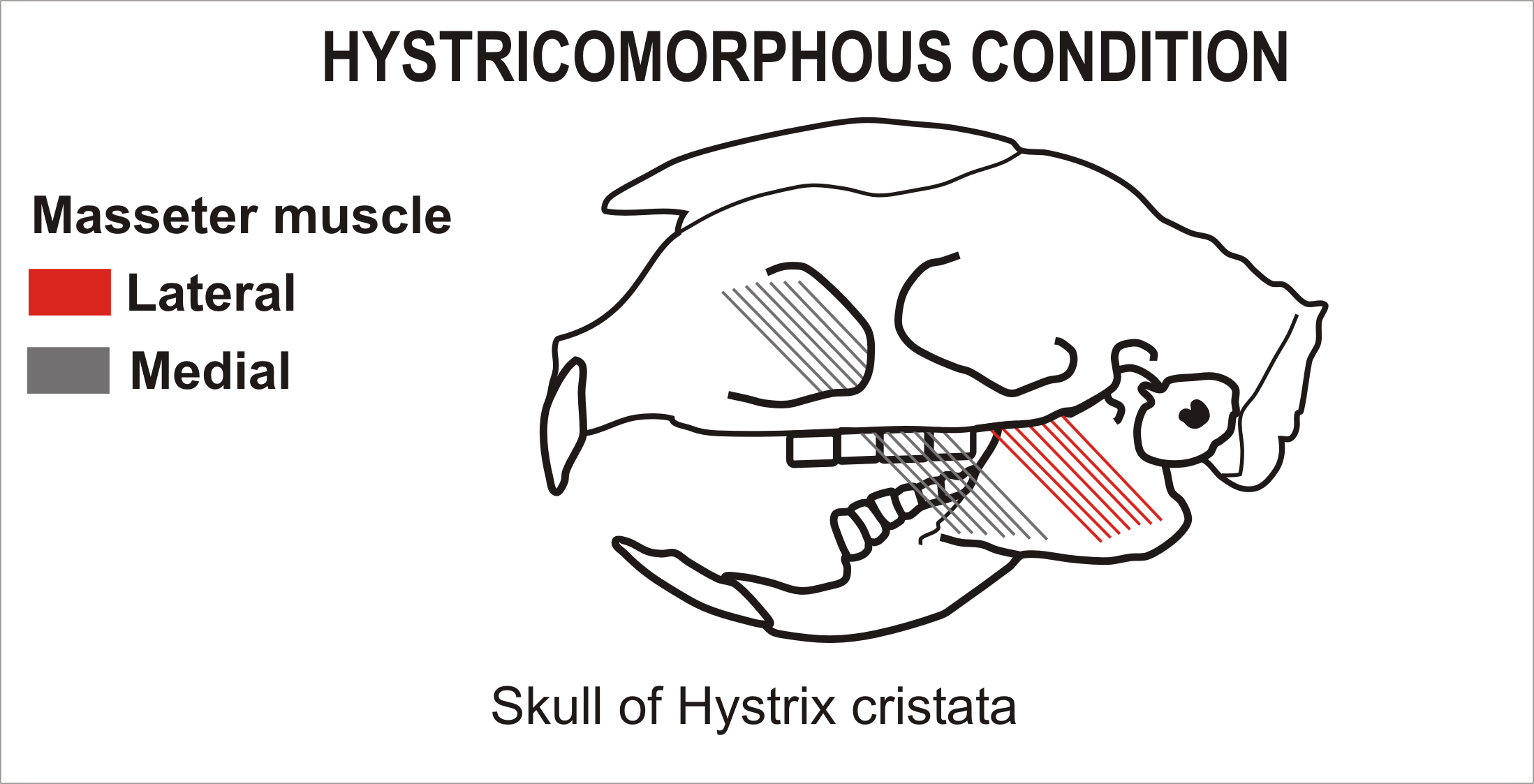
Fig.1

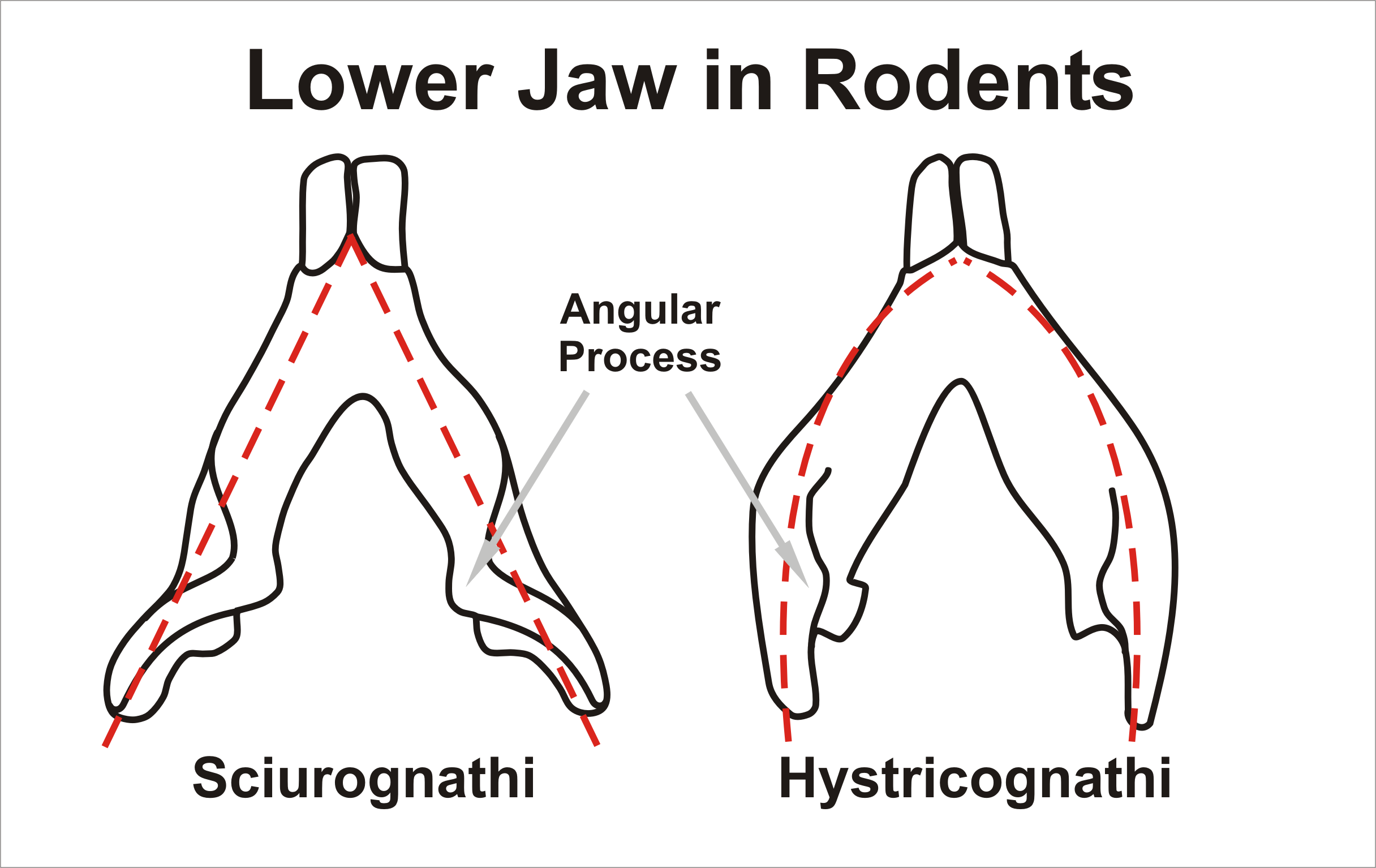
Fig.2

Hystricognathi è un Infraordine di Roditori che comprende gli istrici, i ratti talpa, le cavie, i cincillà, i capibara e forme affini.

## Descrizione
Si ritene che questo gruppo si sia originato all'interno di una radiazione degli Ctenodactyloidea avvenuta probabilmente alla fine dell'Eocene, sia in Asia meridionale che in Africa. In seguito, all'interno di questa clade, si sviluppò un'altra diversificazione tra i Phiomorpha, i quali si stanziarono in Africa ed Asia e i Caviomorpha, che raggiunte le Americhe, si elvosero in un'estesa varietà di forme, ognuna con caratteri morfologici, capacità motorie e comportamenti alimentari diversi. Le caratteristiche comuni comprendono la disposizione del muscolo massetere di tipo istricomorfo (fig.1), la mandibola istricognata (fig.2), le placche zigomatiche sottili, disposte sotto il foro infra-orbitale e i piccoli ossicini dell'orecchio interno, incudine e martello, separati tra loro.

### Distribuzione ed habitat
Sono principalmente diffusi nel Continente americano, con alcune famiglie endemiche dell'Africa, dell'Europa meridionale, dell'Asia meridionale ed orientale.

## Tassonomia
- Parvordine Phiomorpha - Clade del Vecchio Mondo.
  - Famiglia Bathyergidae
  - Famiglia Hystricidae
  - Famiglia Petromuridae
  - Famiglia Thryonomyidae
  - Famiglia Myophiomyidae†
  - Famiglia Diamantomyidae†
  - Famiglia Phiomyidae†
  - Famiglia Kenyamyidae†
  - Famiglia Bathyergoididae†
- Parvordine Caviomorpha - Clade del Nuovo Mondo.
  - Superfamiglia Erethizontoidea
    - Famiglia Erethizontidae

  - Superfamiglia Cavioidea
    - Famiglia † Neoepiblemidae
      - Genere † Neoepiblema
      - Genere † Phoberomys

    - Famiglia Caviidae
    - Famiglia Cuniculidae
    - Famiglia Dinomyidae
    - Famiglia Dasyproctidae

  - Superfamiglia Octodontoidea
    - Famiglia Octodontidae
    - Famiglia Echimyidae
    - Famiglia Capromyidae
    - Famiglia Ctenomyidae
    - Famiglia Myocastoridae (forse rientrante tra gli Echimyidae)

  - Superfamiglia Chinchilloidea
    - Famiglia † Heptaxodontidae (probabilmente parafiletica)
    - Famiglia Chinchillidae
    - Famiglia Abrocomidae